# 许绍燮
许绍燮（1932年1月1日—），浙江绍兴人，地震学专家，中国工程院院士，中国地震局地球物理研究所研究员。从事核爆地震与天然地震监测工程技术研究。首先用非几何相似固定震相，测定了中国首次核爆当量。

## 履历
1950年，从杭州高级中学毕业，带病参加高考，考取厦门大学，不过最后没有赴厦门上学。1951年至1956年，在南京大学、北京大学物理系听课学习。1999年，当选中国工程院院士。2002年，当选第三世界科学院院士。